# Oftalmocisticercose
Forma de cisticercose onde o cisticerco se aloja na região dos olhos.
A localização na câmara anterior logo chama a atenção do paciente; mas, na posterior, os sintomas são discretos, indolores, e só percebidos ao interferirem com a visão central ou periférica.
As formas mais graves comprometem a visão por descolarem a retina ou por opacificarem os meios transparentes.
Também há dor devida à irite.
As localizações orbitárias são assintomáticas ou produzem exoftalmia, desvio do globo ocular ou miosite com ptose.